# Josef Sporka
Josef Sporka (8. ledna 1910 Žichovice – 9. října 1951 Věznice Pankrác) byl český strážmistr SNB a protikomunistický odbojář odsouzený komunistickým režimem k trestu smrti a popravený v roce 1951.

## Životopis
Narodil se v roce 1910 v Žichovicích.
Po únorovém převratu se účastnil formování protirežimní skupiny, kterou vedli historik Jindřich Čadík, přednosta oddělení v FN Plzeň Antonín Čech a štábní kapitán Josef Erlebach. Cílem skupiny bylo přes velvyslanectví západních zemí předávat zpravodajské informace ze země. Informace se týkaly oblasti kolem Plzně, tedy např. místních Škodových závodů, zbrojních firem či situace na hranicích s Německem. Šporka se měl kromě získávání zpravodajských informací zároveň účastnit i vyzbrojování skupiny. V červnu 1950 byl spolu s Robertem Pavličkem zatčen Státní bezpečností v souvislosti s případem šíření protirežimních letáků. V politickém procesu byl za trestné činy velezrady a vyzvědačství v červnu 1951 ve veřejném procesu konaném v Dělnickém domě v Plzni odsouzen k trestu smrti. Podle soudu měl rovněž plánovat státní převrat. Nejvyšší soud posléze zamítnul Sporkovo odvolání. I přes doporučení soudního senátu k udělení doživotního trestu, mu trest zmírněn nebyl a neúspěšná byla i žádost o prezidentskou milost. Popraven tak byl v říjnu 1951.
V Horní Bříze byla na jeho památku v roce 1996 instalována pamětní deska. Nakolik jsou obvinění vůči Sporkovi pravdivá, zůstává nejasné. Některé informace v uvedené v soudním procesu byly vykonstruovány Státní bezpečností, není ovšem zcela jasné které a do jaké míry.

## Připomínky
- Pamětní deska Josefu Sporkovi byla umístěna v Horní Bříze (na adrese Tovární 44), na zdi vedle pomníku Obětem 2. světové války. Na desce je nápis: "ZDE SLOUŽIL VLASTI A DEMOKRACII ŠTÁBNÍ STRÁŽMISTR JOSEF SPORKA / NAR. 8. 1. 1910 / ZATČEN STB 17. 6. 1950 / POPRAVEN 9. 10. 1951 / ČEST JEHO PAMÁTCE! / KPV PLZEŇ-MĚSTO HORNÍ BŘÍZA - POLICIE ČR".[4][5]
- Jeho jméno je uvedeno na pamětní desce popraveným příslušníkům Sboru národní bezpečnosti umístěné na fasádě v podloubí před vstupem do budovy Policejního prezidia České republiky na adrese Strojnická 935/27, 170 89 Praha 7 – Holešovice.[9][10]
- Jeho jméno je rovněž uvedeno na Pomníku Miladě Horákové a Obětem komunismu v Praze 4 - Nuslích na Náměstí Hrdinů, u stanice metra Pražského povstání, před Vrchním soudem v Praze a Vrchním státním zastupitelstvím v Praze.[11]
- Jeho jméno je uvedeno na desce v řadě 23 na Čestném pohřebišti popravených a umučených z 50. let (III. odboj) na Ďáblickém hřbitově.[12]

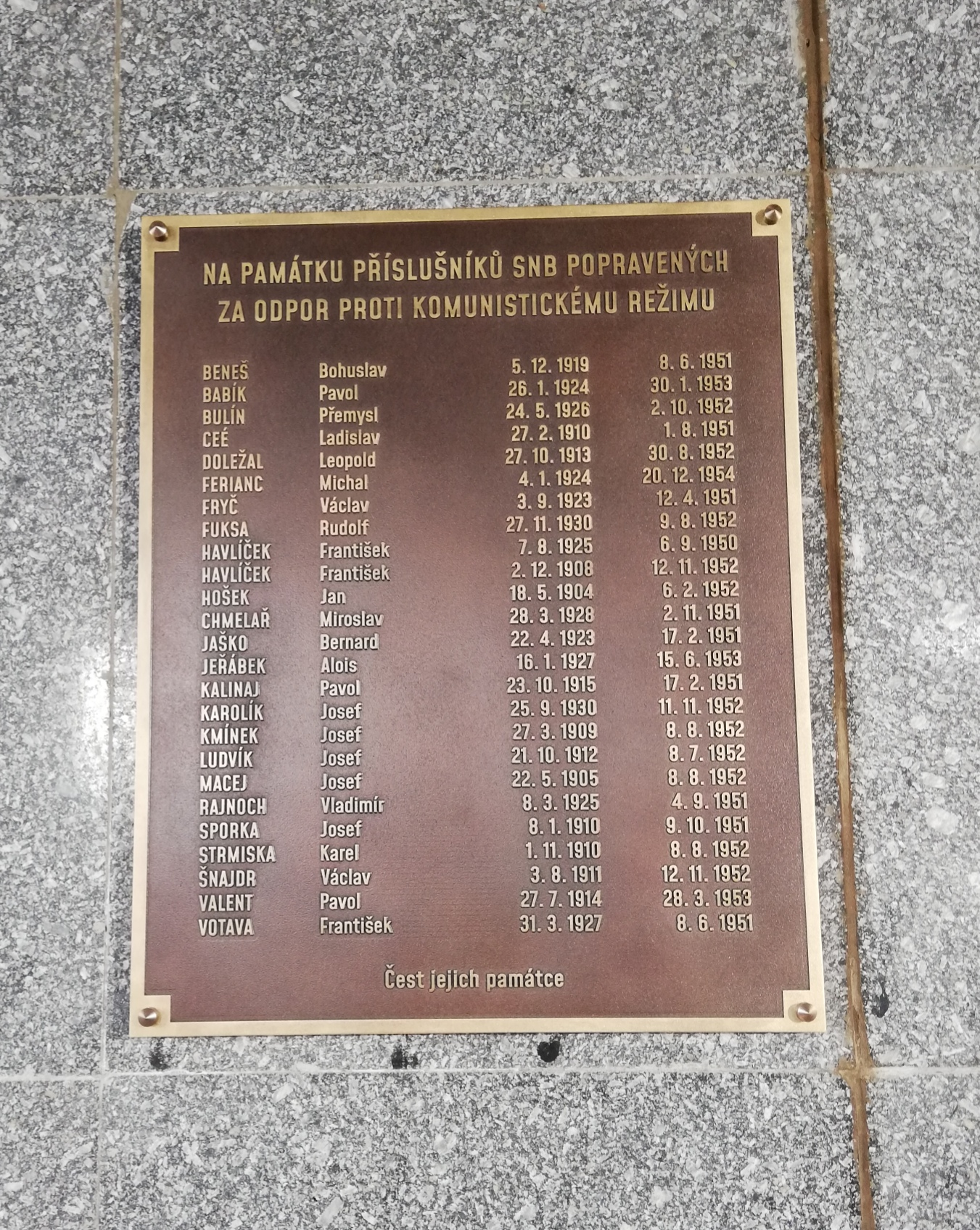
Pamětní deska popraveným příslušníkům Sboru národní bezpečnosti se jménem Josefa Sporky v pražských Holešovicích
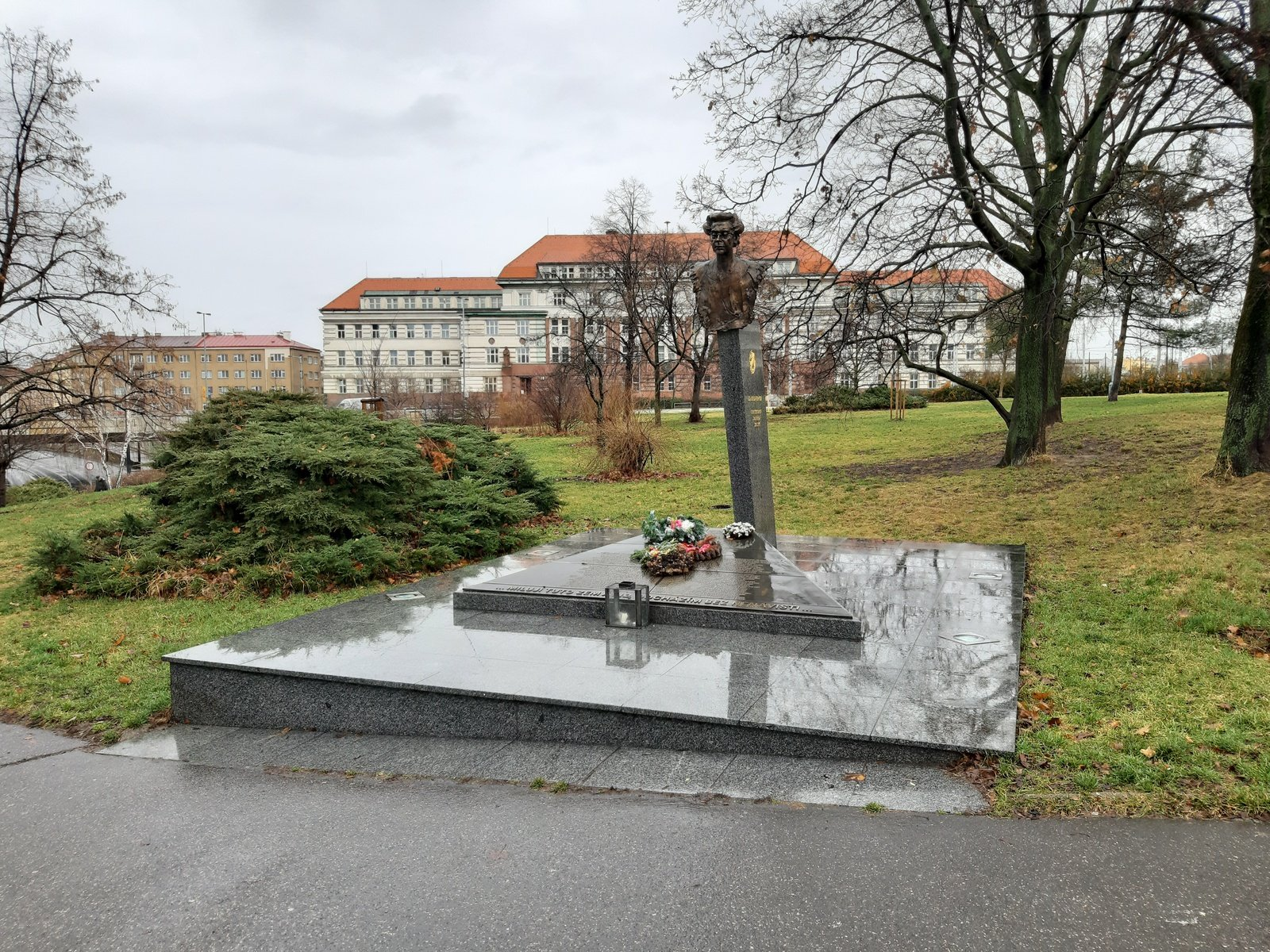
Pomník na náměstí Hrdinů v Praze 4 - Nuslích
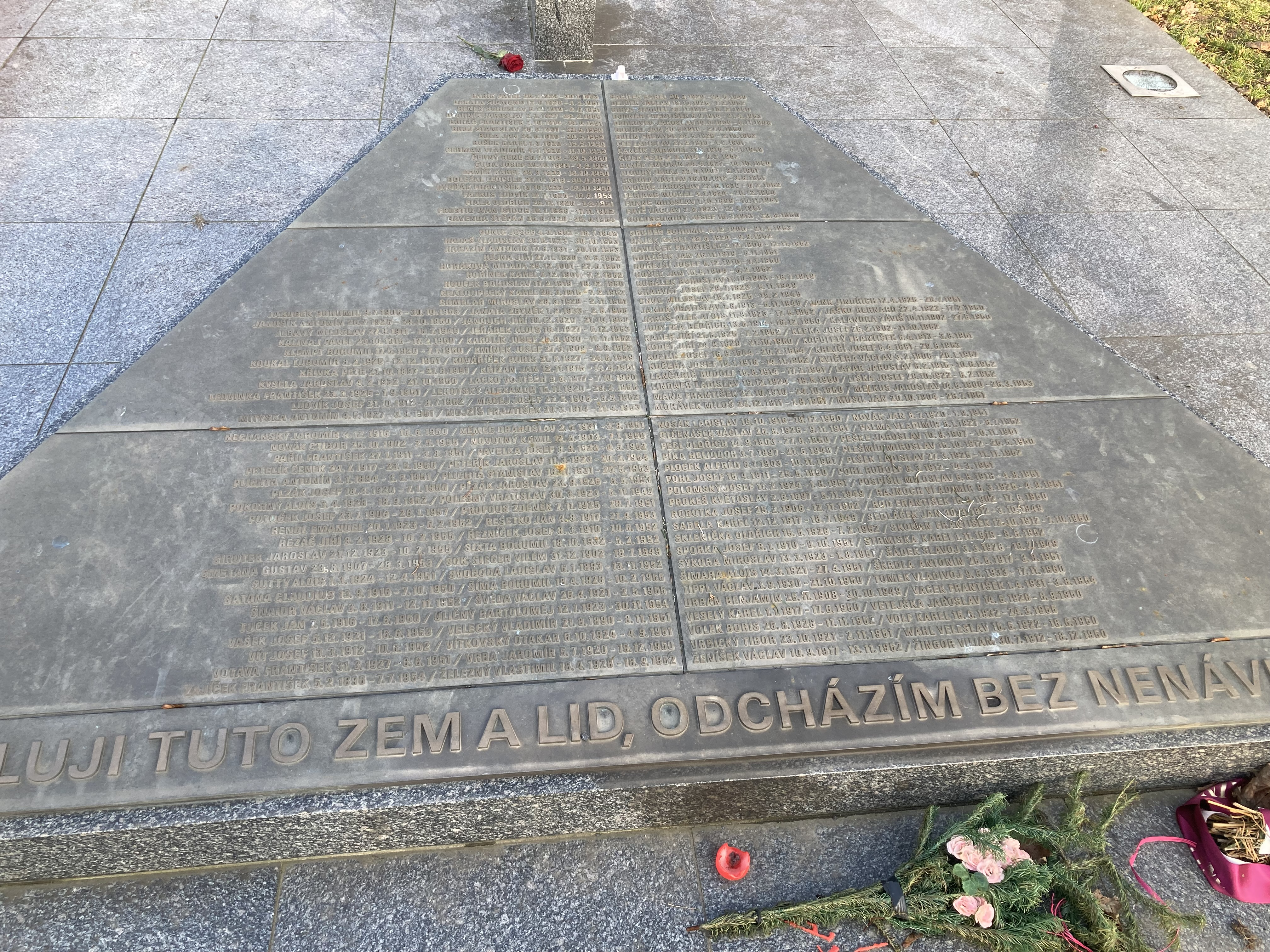
Seznam obětí komunismu se jménem Josefa Sporky na pomníku na náměstí Hrdinů v Praze 4 - Nuslích
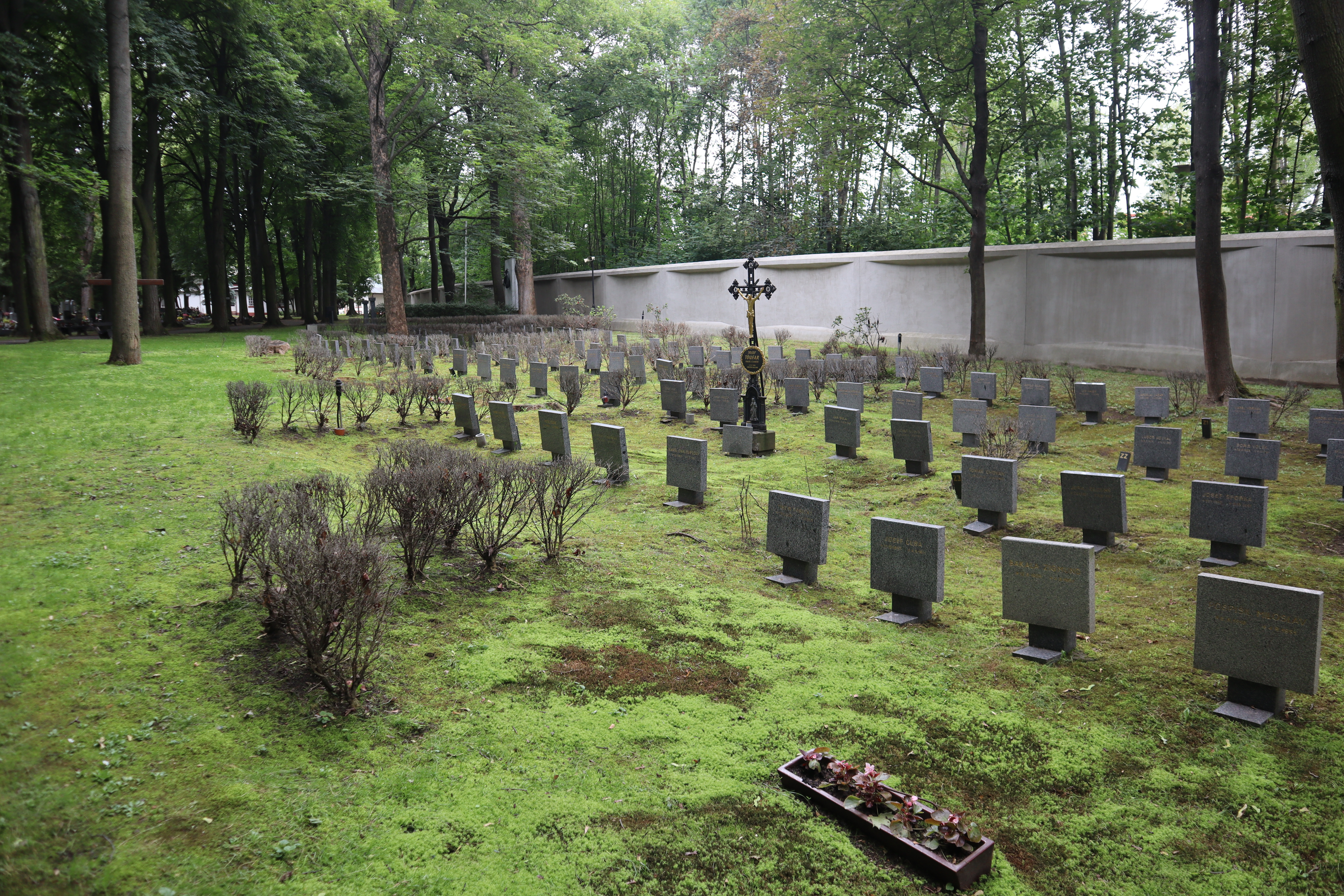
Čestné pohřebiště popravených a umučených z 50. let (III. odboj) na Ďáblickém hřbitově
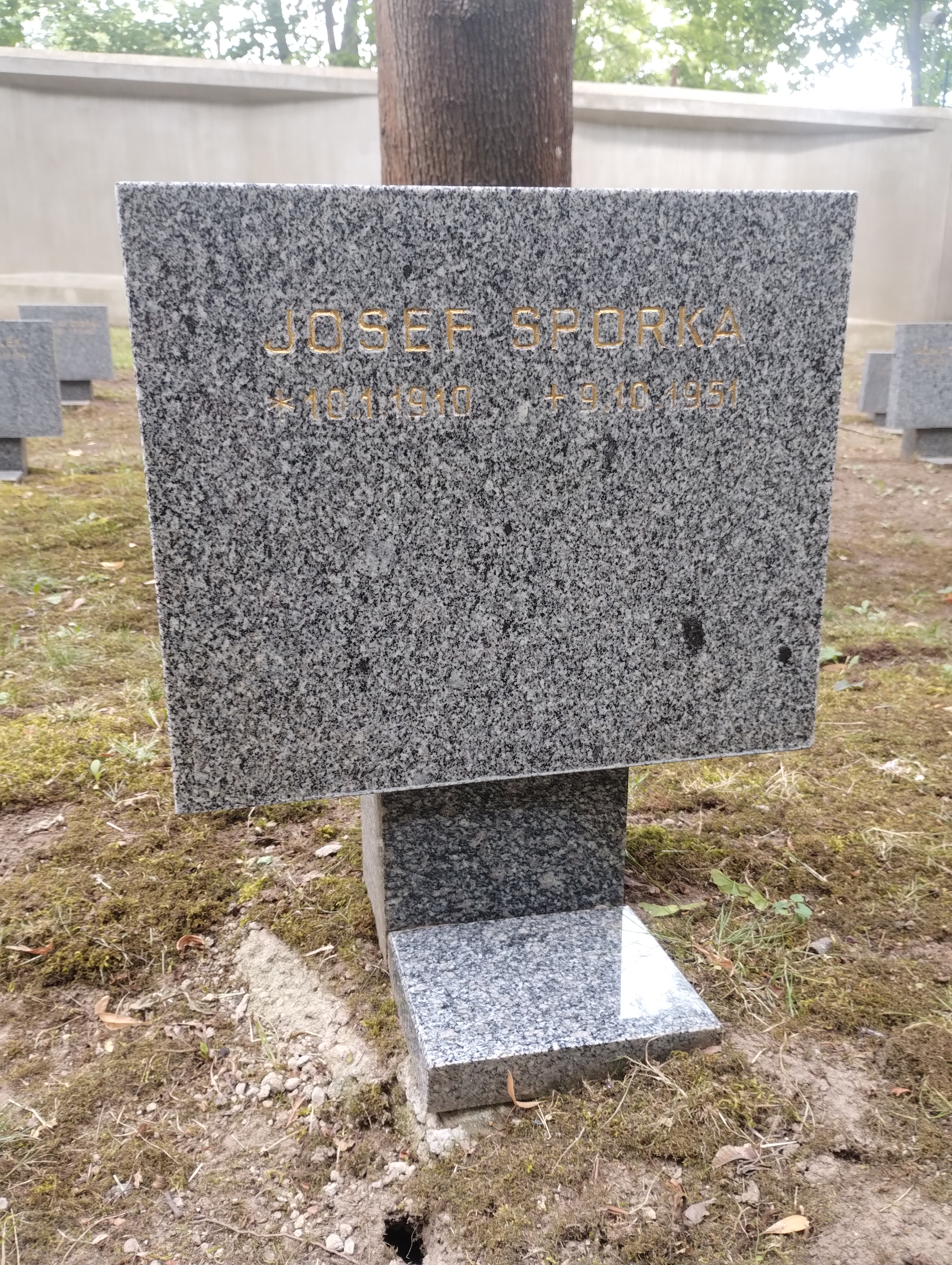
Symbolický náhrobek J. Sporky na Čestném pohřebišti v Ďáblicích